# Sturmia micronychia
Sturmia micronychia är en tvåvingeart som beskrevs av Hiroshi Shima och Takuji Tachi 2002. Sturmia micronychia ingår i släktet Sturmia och familjen parasitflugor. Inga underarter finns listade i Catalogue of Life.